# Меджидов, Кияс Меджидович
Кия́с Меджи́дович Меджи́дов (лезг. Межидрин Къияс Межидан хва; 22 марта 1911 Ахты, Дагестанская область, Российская империя — 1974) — лезгинский писатель и драматург. Народный писатель Дагестанской АССР (1971). Член Союза Писателей СССР с 1957 года.

## Биография
Кияс Меджидов родился в семье рабочего-отходника в селе Ахты (ныне Ахтынский район Дагестана) 22 марта 1911 года. Образование получил в сельской школе, в 1927 году вступил в комсомол. В 1929 году окончил девятый класс, после чего прошёл шестимесячные курсы и получил квалификацию учителя начальных классов. Был направлен на работу в область Ширван Азербайджанской ССР. Затем оказался в дагестанском селе Курах, где больше года проработал учителем.
В 1929—1931 годы Кияс Меджидов учился в Махачкалинском индустриальном техникуме. После его окончания устроился на работу в Дагкнигоиздат учеником переводчика Алибега Фатахова, чтобы совершенствовать знание русского и родного языков. В последующие годы работал диктором на Даградио, редактором лезгинских передач, а позже по совместительству стал сотрудником военной прокуратуры.
С 1939 года по 1941 год учился заочно в Литературном институте им. М. Горького в Москве. Когда началась война, учёба была прервана. В 1942 году Кияс Меджидов был направлен учиться на шестимесячные прокурорские курсы, после окончания которых работал помощником прокурора в Касумкентском, затем прокурором Курахского, Хивского и Ахтынского районов. В 1944 году стал членом ВКП(б).
В 1954 году по состоянию здоровья поэт вышел на пенсию и полностью посвятил себя писательской работе.

## Творчество
Писать Меджидов начал в 1929 году, но известность к нему пришла только через два десятилетия, когда вышли его сборники рассказов «В горах», «Братья», «Горы двигаются», а также написанная в соавторстве с Т. Хурюгским драма «Ашуг Саид». Крупнейшими произведениями Меджидова стали романы «Сердце, оставленное в горах» о русском враче, работавшем в Дагестане в конце XIX — начале XX веков, и «Судьба прокурора Али Шахова» о работе прокурора в годы Великой Отечественной войны. Критики в творчестве Меджидова отмечают мастерство пейзажных зарисовок.
Много путешествовал по лезгинским сёлам, чтобы добиться точности передачи жизни горцев в произведениях.

## Семья
Дочь — Меджидова, Сияра Киясовна (1943), первая лезгинка - профессиональный художник, член Союза художников СССР, народный художник Кабардино-Балкарии.